# Discovery Life
Discovery Life – kanał telewizyjny należący do TVN Warner Bros. Discovery, nadający filmy i seriale dokumentalne, fabularne oraz rozrywkowe. W Polsce pojawił się w miejscu Animal Planet SD 1 lutego 2015 roku. W Stanach Zjednoczonych zastąpił Discovery Fit & Health. W chwili startu stacja była dostępna w 55,5% gospodarstw domowych w Polsce. W poniedziałek, 16 stycznia 2017 roku Discovery Life rozpoczął nadawanie w jakości HD, zastępując dotychczas nadawaną wersję SD.

## Logo
| Data                             | Opis | Ilustracja |
| -------------------------------- | --- | ---------- |
| 1 lutego 2015 – 21 sierpnia 2019 | Żółta kulka, a w niej białe logo Discovery (bez kuli ziemskiej i napisu Channel), a pod nim biały napis „life”. Logo występuje również w odwrotnej wersji kolorystycznej. |            |
| od 22 sierpnia 2019              | Podobne do poprzedniego, z tym że żółta kulka została usunięta, a całe logo jest teraz niebieskie.                                                                        |            |